# Животовка (река)
Живото́вка (в верховье Епишиха) — река в городском округе Ревда Свердловской области, левый приток реки Ревды.
Образуется слиянием рек Епишихи и Поляковки. Впадает в реку Ревду в 9 км от её устья (в Ревдинский пруд). Устье реки находится в посёлке Починок, входящем в состав города Ревда. Длина водотока — 8,6 км, водосборная площадь — 23,4 км².